# 杨氏原指树蛙
杨氏原指树蛙（学名：Kurixalus yangi）一种分布于印度东北部、缅甸北部及中国云南省西部等地区的两栖动物，隶属于树蛙科原指树蛙属。模式产地为中国云南盈江县那邦镇。种加词取自中科院昆明动物所杨大同教授的姓氏，以感谢其对中国云南两栖动物研究的贡献。

## 形态特征
杨氏原指树蛙体型小，雄蛙体长31.6～34.7毫米。身体皮肤较粗糙，散布许多大大小小的结节。身体背部呈褐色，斑驳有绿色斑块；侧面淡黄色，有绿色和棕色斑点；四肢背面有三条清楚的深褐色带，杂有绿色；手掌淡红；胸部和腹部白色，有小的褐色斑点；下巴上布满了深棕色的云块和黄色的斑点。

## 保护
本种于2023年被收录入《有重要生态、科学、社会价值的陆生野生动物名录》。